# Юнацька збірна Андорри з футболу (U-16)
Юнацька збірна Андорри з футболу (U-16) — національна футбольна збірна Андорри, що складається із гравців віком до 16 років. Керівництво командою здійснює Футбольна федерація Андорри. Збірна може брати участь у товариських і регіональних змаганнях.
Формує найближчий кадровий резерв для основної юнацької збірної, команди до 17 років, яка може кваліфікуватися на Юнацький чемпіонат Європи з футболу (U-17). До зміни формату юнацьких чемпіонатів Європи у 2001 році саме команда 16-річних функціонувала як одна з основних юнацьких збірних і боролася за право участі у відповідній континентальній юнацькій першості з футболу.

## Юнацький чемпіонат Європи (U-16)
| Статистика чемпіонатів Європи (U-16/U-17) | Статистика чемпіонатів Європи (U-16/U-17) | Статистика чемпіонатів Європи (U-16/U-17) | Статистика чемпіонатів Європи (U-16/U-17) | Статистика чемпіонатів Європи (U-16/U-17) | Статистика чемпіонатів Європи (U-16/U-17) | Статистика чемпіонатів Європи (U-16/U-17) | Статистика чемпіонатів Європи (U-16/U-17) | Статистика чемпіонатів Європи (U-16/U-17) |    | Статистика відбору | Статистика відбору | Статистика відбору | Статистика відбору | Статистика відбору | Статистика відбору | Статистика відбору |
| Рік                                       | Раунд                                     | І                                         | В                                         | Н                                         | П                                         | Г+                                        | Г-                                        | РГ                                        | І  | В                  | Н                  | П                  | Г+                 | Г-                 | РГ                 |                    |
| 1998                                      | не кваліфікувалася                        | не кваліфікувалася                        | не кваліфікувалася                        | не кваліфікувалася                        | не кваліфікувалася                        | не кваліфікувалася                        | не кваліфікувалася                        | не кваліфікувалася                        | 2  | 0                  | 0                  | 2                  | 0                  | 21                 | −21                |                    |
| 1999                                      | не брала участь                           | не брала участь                           | не брала участь                           | не брала участь                           | не брала участь                           | не брала участь                           | не брала участь                           | не брала участь                           | -  | -                  | -                  | -                  | -                  | -                  | -                  |                    |
| 2000                                      | не кваліфікувалася                        | не кваліфікувалася                        | не кваліфікувалася                        | не кваліфікувалася                        | не кваліфікувалася                        | не кваліфікувалася                        | не кваліфікувалася                        | не кваліфікувалася                        | 2  | 0                  | 0                  | 2                  | 1                  | 11                 | −10                |                    |
| 2001                                      | не кваліфікувалася                        | не кваліфікувалася                        | не кваліфікувалася                        | не кваліфікувалася                        | не кваліфікувалася                        | не кваліфікувалася                        | не кваліфікувалася                        | не кваліфікувалася                        | 3  | 0                  | 1                  | 2                  | 1                  | 15                 | −14                |                    |
| Усього                                    | 0/4                                       |                                           |                                           |                                           |                                           |                                           |                                           |                                           | 61 | 7                  | 0                  | 1                  | 6                  | 47                 | −45                |                    |